# Saint-Lubin-de-Cravant
Saint-Lubin-de-Cravant ist eine französische Gemeinde mit 55 Einwohnern (Stand: 1. Januar 2022) im Département Eure-et-Loir in der Region Centre-Val de Loire.

## Lage
Der Ort Saint-Lubin-de-Cravant liegt am Fluss Meuvette im Osten des Perche nahe der Grenze zur Normandie in einer Höhe von ca. 145 m. Nächstgrößere Stadt ist Dreux (ca. 24 km östlich). Das Klima ist gemäßigt und in hohem Maße vom Meer beeinflusst; Regen (ca. 645 mm/Jahr) fällt verteilt übers ganze Jahr.

## Bevölkerungsentwicklung
| Jahr      | 1800 | 1851 | 1901 | 1954 | 1999 | 2017 |
| Einwohner | 145  | 116  | 100  | 75   | 60   | 58   |

Der Bevölkerungsrückgang seit der Mitte des 19. Jahrhunderts ist im Wesentlichen auf die Aufgabe von bäuerlichen Kleinbetrieben und die Mechanisierung der Landwirtschaft mit dem damit einhergehenden Verlust von Arbeitsplätzen zurückzuführen.

## Wirtschaft
Die Feldwirtschaft spielt traditionsgemäß die größte Rolle im Leben der Dorfbewohner.

## Geschichte
Der Ort lag jahrhundertelang abseits der großen historischen Ereignisse.

## Sehenswürdigkeiten
Die dem hl. Leobinus von Chartres geweihte kleine Pfarrkirche Saint-Lubin ist ein aus Bruchsteinen errichteter romanisch wirkender Bau des 12. oder 13. Jahrhunderts; Reste der – später zugemauerten – alten Apsisfenster sind noch erkennbar. Möglicherweise wurden die aus exakt behauenen Hausteinen gemauerten Strebepfeiler später hinzugefügt. Im 17. oder 18. Jahrhundert wurden die deutlich größeren Fenster des Kirchenschiffs eingebaut. Wahrscheinlich stürzte der obere Teil des Glockenturms irgendwann ein und wurde durch eine Fachwerkkonstruktion mit verschiefertem Dachstuhl ersetzt.